# Andrej Barna
Andrej Barna (serbiska: Андреј Барна), född 6 mars 1998 i Subotica, är en serbisk simmare.

## Karriär
Vid EM 2024 i Belgrad tog Barna brons på 100 meter frisim samt var en del av Serbiens lag som tog guld på 4×100 meter frisim. Vid olympiska sommarspelen 2024 i Paris blev han utslagen i semifinalen på 100 meter frisim och slutade på 14:e plats samt utslagen i försöksheatet på 50 meter frisim och slutade på 30:e plats. Han var även en del av Serbiens kapplag som blev utslagna i försöksheatet på 4×100 meter frisim och slutade på 11:e plats.